# Claude Farrère
 Frédéric Charles Pierre Edouard Bargone, írói nevén Claude Farrère (Lyon, 1876. április 27. – Párizs, 1957. június 21.) francia író, korvettkapitány. A gyarmati életet festő színes és eleven stílussal írt regényei tették népszerűvé. 

## Életpályája
A touloni haditengerészeti iskolát végezte, mint hajóshadnagy az ázsiai gyarmatokon szolgált. Indulása — a külsőségekben — hasonlít a francia próza egyik mesteréhez, Pierre Lotiéhoz, akinek nevét gyakran együtt emlegetik vele. Motívumait egzotikus utazásaiból meríti, több fantáziával, mesélőkészséggel és erotikával, de kevesebb emberi mélységgel és stílusművészettel, mint Loti. Regényei erőteljesen drámaiak, kitűnők a környezetrajzok, jól tud jellemezni és érdekesen bonyolítja a cselekményt. Később szakított az egzotikummal, alacsonyrendű kalandregényei jelentek meg és soha többé nem tudta régi hangját megtalálni. Első elbeszélései a gyarmati életből: Fumée d'opium címen (Ópiumfüst 1904) tették ismertté nevét, ezt a kötetét Pierre Louÿs ezekkel a szavakkal vezette be: „Attól a fiatalembertől, aki ilyen képeket fest, mindent várhatunk.". A Les Civilisés c. kötete 1905-ben megnyerte a Goncourt-díjat. További művei: L'homme qui assassina (1907) és Mademoiselle Dax, jeune fille, regény a lyonvidéki életből (1908). Több regénye filmen is sikert aratott, művei magyarul is megjelentek.
Claude Farrère-t 1935. március 28-án választották be az Francia Akadémia tagjai közé, ahol Louis Barthou utóda lett a 28. székben.
A francia Becsületrend lovagi fokozatát 1911. július 12-én, tiszti fokozatát 1922. augusztus 12-én, parancsnoki fokozatát 1930. március 29-én nyerte el.

## Magyarul megjelent művei
- Egy ember, aki ölt. Regény; Magyar Keresk. Közlöny Hírlap- és Könyvkiadó, Budapest, 191?
- Ópium; ford. Szatmári Jenő; Tevan, Békéscsaba, 1913 (Tevan-könyvtár)
- A csata. Regény; ford. Szatmári Jenő; Athenaeum, Budapest, 1917 (Athenaeum könyvtár)
- Ave Cézár! Regény; ford. Lakatos László; Kultúra, Budapest, 1918 (A Kultúra regénytára)
- Aki ölt... Regény; ford. Kosztolányi Dezső; Athenaeum, Budapest, 1918 (Athenaeum könyvtár)
- Nyugati bestiák; ford. Aranyossy Pál; Kultura, Budapest, 1918 (A Kultúra regénytára. Külföldi sorozat)
- A kis szövetségesek; ford. ifj. Bókay János; Athenaeum, Budapest, 1918 (Athenaeum könyvtár)
- Az örök élet háza. Regény; ford. Kállay Miklós; Tevan, Békéscsaba, 1918
- Aki embert ölt. Regény; Légrády testvérek, Budapest, 1919
- Dax kisasszony. Regény; ford. Szatmári Jenő; Herczka, Budapest, 1919
- Kis kokottok; ford. Szilágyi József; Kultúra, Budapest, 1919 (A Kultúra regénytára)
- Száz aranymillió. Regény; ford. Benedek Marcell; Dante, Budapest, 192?
- Halálraítéltek; ford., bev. Sztrókay Kálmán; Genius, Budapest, 192? (A regényírás művészei)
- A temető-őr. Az eredeti teljes szöveg és hű magyar fordítása / Le gardien de cimetiére; ford. Laczkó Géza; Lantos, Budapest, 1920 (Kétnyelvű klasszikus könyvtár)
- Ópium-mámor; ford. Komjáthy Aladár, bev. Pierre Louys; Kultúra, Budapest, 1921 (Kultúra regénytára)
- Akiket halálra ítéltek... Regény; ford. Benda Jenő; Légrády, Budapest, 1921
- Dax kisasszony. Regény; ford. Czobor Ernő; Kultúra, Budapest, 1921 (A kultúra regénytára)
- Bárányszívű Tamás, a jószerencse lovagja; ford. Sz. Bálint Aranka, bev. Kállay Miklós; Genius, Budapest, 1922 (A regényírás művészei)
- Új emberek; ford. Sz. Bálint Aranka; Genius, Budapest, 1923 (A regényírás művészei)
- Az éjszaka leple alatt; Tolnai, Budapest, 1924 (Tolnai regénytára)
- Az igazság kútja. Regény; ford. Havas József; Dante, Budapest, 1924 (Szép könyvek)
- A titkárkisasszony. Regény; ford. Szinnai Tivadar; Pantheon, Budapest, 1926 (A regény mesterei)
- Éjszaka a tengeren; ford. Harsányi Zsolt; Genius, Budapest, 1930
- Vetélytársak. Regény; ford. Rónay Mária; Nova, Budapest, 1933
- A csata; ford. Szatmári Jenő; Tolnai Ny., Budapest, 1937 (Világhírű regények)
- Pierre Benoit–Claude Farrére: A Szent Bertalan-éji asszony; ford. Fejtő Ferenc; Pantheon, Budapest, 1937
- A tizenegyedik óra. Regény; ford. Szalai Imre; Nova, Budapest, 1942
- Kalózok lovagja. Bárányszívű Tamás, a jószerencse lovagja; ford. Don Péter; Dunakönyv, Budapest, 1993